# Cross Plains (Texas)
Cross Plains es un pueblo ubicado en el condado de Callahan en el estado estadounidense de Texas. En el Censo de 2010 tenía una población de 982 habitantes y una densidad poblacional de 315,96 personas por km².

## Geografía
Cross Plains se encuentra ubicado en las coordenadas 32°7′37″N 99°9′57″O / 32.12694, -99.16583. Según la Oficina del Censo de los Estados Unidos, Cross Plains tiene una superficie total de 3.11 km², de la cual 3.11 km² corresponden a tierra firme y (0%) 0 km² es agua.

## Demografía
Según el censo de 2010, había 982 personas residiendo en Cross Plains. La densidad de población era de 315,96 hab./km². De los 982 habitantes, Cross Plains estaba compuesto por el 96.54% blancos, el 0.1% eran afroamericanos, el 0.51% eran amerindios, el 0% eran asiáticos, el 0% eran isleños del Pacífico, el 1.63% eran de otras razas y el 1.22% pertenecían a dos o más razas. Del total de la población el 5.4% eran hispanos o latinos de cualquier raza.